# Jonquières (Bouches-du-Rhône)
Jonquières ist ein Ortsteil der südfranzösischen Stadt Martigues im Département Bouches-du-Rhône. Er bildet die Südhälfte der Gemeinde Martigues und liegt an den Ufern des Étang de Berre und des Canal de Caronte.

## Geschichte
Jonquières war im Mittelalter ein eigenständiger Marktflecken in der Nachbarschaft des auf einer Insel im Canal de Caronte gelegenen Städtchens Lisle. Im April 1581 entstand aus den beiden Orten und dem nördlich des Kanals gelegenen Marktflecken Ferrières die neugegründete Stadt Martigues.